# Biathlon-Juniorenweltmeisterschaften 2012

Offizielles Logo der Wettkämpfe

Die Biathlon-Juniorenweltmeisterschaften 2012 (offiziell: IBU Youth/Junior World Championships Biathlon 2012) fanden vom 20. bis 26. Februar 2012 im finnischen Wintersportort Kontiolahti statt. Ursprünglich war die Wahl im Juni 2009 auf Lahti als Austragungsort gefallen, man nahm jedoch einen Wechsel vor. Kontiolahti war zuvor bereits (Ko-)Austragungsort der Weltmeisterschaften 1990 und 1999, der Europameisterschaften 1994 und 2002 sowie der Juniorenweltmeisterschaften 1996 und 2005. Darüber hinaus ist die Gemeinde in der Landschaft Nordkarelien regelmäßig Station im Biathlon-Weltcup – zuletzt wenige Tage vor dem Beginn der Veranstaltung im Februar 2012.
An den Wettbewerben nahmen 458 Athleten aus 37 Ländern teil, mehr als je zuvor bei Juniorenweltmeisterschaften. Die größten Teams stellten Russland, Belarus, Finnland (20), Estland und Deutschland (16); die kleinsten Mannschaften kamen aus der Türkei und den Niederlanden.

## Medaillenspiegel
| Platz | Land        | Gold | Silber | Bronze | Gesamt |
| ----- | ----------- | ---- | ------ | ------ | ------ |
| 1     | Norwegen    | 5    | 2      | 1      | 8      |
| 2     | Russland    | 3    | 1      | 5      | 9      |
| 3     | Frankreich  | 2    | 2      | 1      | 5      |
| 4     | Niederlande | 2    | 0      | 0      | 2      |
| 5     | Deutschland | 1    | 1      | 2      | 4      |
| 6     | Kanada      | 1    | 1      | 0      | 2      |
| 7     | Ukraine     | 1    | 0      | 3      | 4      |
| 8     | Estland     | 1    | 0      | 0      | 1      |
| 9     | Belarus     | 0    | 2      | 2      | 4      |
| 10    | Schweden    | 0    | 2      | 0      | 2      |
| 11    | Kasachstan  | 0    | 1      | 0      | 1      |
| 11    | Bulgarien   | 0    | 1      | 0      | 1      |
| 11    | Tschechien  | 0    | 1      | 0      | 1      |
| 11    | Polen       | 0    | 1      | 0      | 1      |
| 11    | Italien     | 0    | 1      | 0      | 1      |
| 12    | Österreich  | 0    | 0      | 2      | 2      |

## Zeitplan
| Datum             | Männer                    | Männer                        | Frauen                    | Frauen                         |
| ----------------- | ------------------------- | ----------------------------- | ------------------------- | ------------------------------ |
| 18. Februar (Sa.) | Training                  | Training                      | Training                  | Training                       |
| 19. Februar (So.) | Training, Eröffnungsfeier | Training, Eröffnungsfeier     | Training, Eröffnungsfeier | Training, Eröffnungsfeier      |
| 20. Februar (Mo.) | 13:00                     | Einzel Jugend (12,5 km)       | 10:00                     | Einzel Jugend (10 km)          |
| 21. Februar (Di.) | 13:00                     | Einzel Junioren (15 km)       | 10:00                     | Einzel Juniorinnen (12,5 km)   |
| 22. Februar (Mi.) | 12:30                     | Staffel Jugend (3 × 7,5 km)   | 10:00                     | Staffel Jugend (3 × 6 km)      |
| 23. Februar (Do.) | 12:30                     | Staffel Junioren (4 × 7,5 km) | 10:00                     | Staffel Juniorinnen (3 × 6 km) |
| 24. Februar (Fr.) | 12:30                     | Sprint Jugend (7,5 km)        | 10:00                     | Sprint Jugend (6 km)           |
| 25. Februar (Sa.) | 12:30                     | Sprint Junioren (10 km)       | 10:00                     | Sprint Juniorinnen (7,5 km)    |
| 26. Februar (So.) | 13:30                     | Verfolgung Jugend (10 km)     | 10:00                     | Verfolgung Jugend (7,5 km)     |
| 26. Februar (So.) | 14:30                     | Verfolgung Junioren (12,5 km) | 11:00                     | Verfolgung Juniorinnen (10 km) |

## Ergebnisse

### Männliche Jugend
| Rang | Name                 |
| ---- | -------------------- |
| 1    | Aristide Bègue       |
| 2    | Maksim Ramanouski    |
| 3    | Artem Tyschtschenko  |
| 4    | Johannes Thingnes Bø |
| 5    | Matthias Dorfer      |
| 6    | Niklas Homberg       |
| 7    | Alexander Starodubez |
| 8    | Maximilian Janke     |
| 9    | Marius Ungureanu     |
| 10   | Alexander Dedjuchin  |

| Rang | Name                 |
| ---- | -------------------- |
| 1    | Johannes Thingnes Bø |
| 2    | Maksim Ramanouski    |
| 3    | Artem Tyschtschenko  |
| 4    | Wiktar Kryuko        |
| 5    | Clément Dumont       |
| 6    | Florian Rivot        |
| 7    | Raman Jaljotnau      |
| 8    | Fabien Claude        |
| 9    | Aristide Bègue       |
| 10   | Maximilian Janke     |

| Rang | Name                 |
| ---- | -------------------- |
| 1    | Johannes Thingnes Bø |
| 2    | Matthias Dorfer      |
| 3    | Maksim Ramanouski    |
| 4    | Clément Dumont       |
| 5    | Maikol Demetz        |
| 6    | Stuart Harden        |
| 7    | Niklas Homberg       |
| 8    | Artem Tyschtschenko  |
| 9    | Aristide Bègue       |
| 10   | Robert Sjöström      |

| Rang | Nation                                                     |
| ---- | ---------------------------------------------------------- |
| 1    | FrankreichClément Dumont Florian Rivot Aristide Bègue      |
| 2    | SchwedenNiklas Forsberg Victor Olsson Robert Sjöström      |
| 3    | DeutschlandNiklas Homberg Maximilian Janke Matthias Dorfer |
| 4    | KasachstanMaxim Braun Wassili Podkorytow Ruslan Bessow     |
| 5    | ItalienDenis Oreiller Xavier Guidetti Maikol Demetz        |

### Weibliche Jugend
| Rang | Name                    |
| ---- | ----------------------- |
| 1    | Julia Bartolmäs         |
| 2    | Galina Wischnewskaja    |
| 3    | Hilde Fenne             |
| 4    | Jekaterina Muralejewa   |
| 5    | Anastassija Merkuschyna |
| 6    | Kristýna Černá          |
| 7    | Ivona Fialková          |
| 8    | Julia Ransom            |
| 9    | Grete Gaim              |
| 10   | Karolina Batożyńska     |

| Rang | Name                       |
| ---- | -------------------------- |
| 1    | Hilde Fenne                |
| 2    | Nija Dimitrowa             |
| 3    | Lisa Hauser                |
| 4    | Galina Wischnewskaja       |
| 5    | Julia Ransom               |
| 6    | Anastassija Paschkowa      |
| 7    | Jessica Jislová            |
| 8    | Dsinara Alimbekawa         |
| 9    | Frida Strand Kristoffersen |
| 10   | Grete Gaim                 |

| Rang | Name                 |
| ---- | -------------------- |
| 1    | Grete Gaim           |
| 2    | Julia Ransom         |
| 3    | Annika Knoll         |
| 4    | Jessica Jislová      |
| 5    | Hilde Fenne          |
| 6    | Anna Kostromkina     |
| 7    | Galina Wischnewskaja |
| 8    | Theresa Jost         |
| 9    | Julija Bryhynez      |
| 10   | Dsinara Alimbekawa   |

| Rang | Nation                                                           |
| ---- | ---------------------------------------------------------------- |
| 1    | UkraineJulija Schurawok Julija Bryhynez Anastassija Merkuschyna  |
| 2    | SchwedenLinn Persson Hanna Öberg Lotten Sjödén                   |
| 3    | ÖsterreichChristina Rieder Julia Reisinger Lisa Hauser           |
| 4    | RusslandAnna Kostromkina Jewgenija Pawlowa Jekaterina Muralejewa |
| 5    | DeutschlandLuise Kummer Annika Knoll Marie Heinrich              |

### Junioren
| Rang | Name                 |
| ---- | -------------------- |
| 1    | Kurtis Wenzel        |
| 2    | Marius Hol           |
| 3    | Alexander Loginow    |
| 4    | Anton Pantow         |
| 5    | David Komatz         |
| 6    | Tobias Hermann       |
| 7    | Matěj Krupčík        |
| 8    | Dmytro Pidrutschnyj  |
| 9    | Simon Desthieux      |
| 10   | Aljaksej Abromtschyk |

| Rang | Name                |
| ---- | ------------------- |
| 1    | Maxim Zwetkow       |
| 2    | Florent Claude      |
| 3    | Simon Desthieux     |
| 4    | Johannes Kühn       |
| 5    | Tobias Hermann      |
| 6    | Alexander Loginow   |
| 7    | Steffen Bartscher   |
| 8    | Baptiste Jouty      |
| 9    | Dmytro Pidrutschnyj |
| 10   | Roman Rees          |

| Rang | Name                       |
| ---- | -------------------------- |
| 1    | Maxim Zwetkow              |
| 2    | Vetle Sjåstad Christiansen |
| 3    | Alexander Loginow          |
| 4    | Aljaksej Abromtschyk       |
| 5    | Florent Claude             |
| 6    | Tobias Hermann             |
| 7    | Kurtis Wenzel              |
| 8    | Alexander Petschonkin      |
| 9    | Baptiste Jouty             |
| 10   | Simon Desthieux            |

| Rang | Nation                                                                           |
| ---- | -------------------------------------------------------------------------------- |
| 1    | NorwegenErling Aalvik Johannes Thingnes Bø Marius Hol Vetle Sjåstad Christiansen |
| 2    | TschechienVlastimil Vávra Matěj Krupčík Michal Žák Michal Krčmář                 |
| 3    | RusslandAlexander Loginow Ilja Popow Alexander Petschonkin Maxim Zwetkow         |
| 4    | FrankreichAntonin Guigonnat Baptiste Jouty Florent Claude Simon Desthieux        |
| 5    | DeutschlandRoman Rees Steffen Bartscher Tobias Hermann Johannes Kühn             |

### Juniorinnen
| Rang | Name            |
| ---- | --------------- |
| 1    | Chardine Sloof  |
| 2    | Monika Hojnisz  |
| 3    | Jelena Badanina |
| 4    | Iryna Warwynez  |
| 5    | Olga Galitsch   |
| 6    | Alina Raikowa   |
| 7    | Elisa Gasparin  |
| 8    | Thekla Brun-Lie |
| 9    | Anna Wikström   |
| 10   | Franziska Preuß |

| Rang | Name                |
| ---- | ------------------- |
| 1    | Jelena Ankudinowa   |
| 2    | Anaïs Chevalier     |
| 3    | Margarita Filippowa |
| 4    | Thekla Brun-Lie     |
| 5    | Monika Hojnisz      |
| 6    | Nicole Gontier      |
| 7    | Jelena Badanina     |
| 8    | Chardine Sloof      |
| 9    | Elisa Gasparin      |
| 10   | Irene Cadurisch     |

| Rang | Name                |
| ---- | ------------------- |
| 1    | Chardine Sloof      |
| 2    | Olga Galitsch       |
| 3    | Iryna Kryuko        |
| 4    | Monika Hojnisz      |
| 5    | Helena Gnädinger    |
| 6    | Darja Neszertschyk  |
| 7    | Iryna Warwynez      |
| 8    | Margarita Filippowa |
| 9    | Jelena Badanina     |
| 10   | Thekla Brun-Lie     |

| Rang | Nation                                                      |
| ---- | ----------------------------------------------------------- |
| 1    | NorwegenThekla Brun-Lie Hilde Fenne Marion Rønning Huber    |
| 2    | ItalienAlexia Runggaldier Giulia Collavo Nicole Gontier     |
| 3    | UkraineIryna Warwynez Alla Hylenko Jana Bondar              |
| 4    | RusslandJelena Badanina Wiktorija Perminowa Olga Galitsch   |
| 5    | FrankreichJuliette Lazzarotto Coline Varcin Anaïs Chevalier |